# Synodontis notatus
Synodontis notatus, onespot squeaker,, one-spot synodontis, hay domino syno, là tên của một loài cá da trơn bơi lộn ngược và là loài đặc hữu của lưu vực sông Congo của Cộng hòa Dân chủ Congo và Cộng hòa Congo. Vào năm 1893, loài cá này được nhà động vật học người Pháp Léon Vaillant
. Tên loài notatus đến từ một từ Latin, có nghĩa là đốm.

## Mô tả
Cơ thể của loài cá này thì có từ màu nâu hơi xám đến màu ô liu trên lưng, và màu vàng sáng trên nắp mang. Mặt bụng thì có màu sáng. Hầu hết cá cá thể của loài này thì có một đốm màu tôi trên cơ thể, nhưng một số lại không có hoặc có nhiều đốm. Bên cạnh đó, hai bên cơ thể có thể có số lượng đốm không bằng nhau. Đốm không to lên khi chúng lớn, vì thể ở những cá thể trưởng thành thì chúng có kích thước khá nhỏ so với ban đầu.
Tương tự như hầu hết các loài cùng chi, loài cá này có phần xương đầu cứng, có gai ở hai bên đầu và có thể vươn rộng ra khi mở mang. Tia đầu tiên của vây lưng và vây ngực thì cứng và có răng cưa. Đuôi thì chia ra làm 2 rất rõ ràng. Hàm trên thì có răng hình nón, còn hàm dưới thì có răng hình chữ S (hay hình cái móc) và có thể di chuyển. Chúng có ba cặp râu, một cặp ở hàm trên thì dài, kéo dài ra hơn mang, hai cặp còn lại thì ở hàm dưới và phân nhánh. Vây mỡ (phần vây nằm giữa vây lưng và đuôi) thì ở xa về phía đuôi.
Loài cá này khi trưởng thành có thể đạt đến kích thước 25 xentimét (9,8 in), dù trong tự nhiên, đã có trường hợp chúng dài đến 26,5 xentimét (10,4 in).

## Môi trường sống
Trong tự nhiên, Synodontis notatus sinh sống ở vùng nước nhiệt đới với nhiệt độ dao động từ 22 đến 26 độ C (72 đến 79 độ F), pH từ 6.0 đến 7.5 và dH 4-15. Dù được tìm thấy ở khắp lưu vực sông Congo, chúng còn được tìm thấy ở thượng nguồn hệ thống sông Kasai và hai hệ thống sông Lufira và sông Luapula.